# Iacopo Botto
Iacopo Botto (La Spezia, 22 settembre 1987) è un pallavolista italiano, schiacciatore de La Bollente.

## Carriera

### Club
La carriera di Iacopo Botto inizia nella stagione 2004-05 nel Piemonte, club a cui resta legato per tre annate, partecipando al campionato di Serie B2 per le prime due e a quello di B1 nella successiva e ricevendo anche alcune convocazioni in prima squadra, in Serie A1. Nella stagione 2007-08 si trasferisce alla Reima Crema, in Serie A2: divisione nella quale milita anche per i successivi sei campionati trasferendosi alla Top Team Mantova nel 2009-10, al Segrate nel 2011-12 ed infine al Milano dall'annata 2012-13.
Difende i colori del club lombardo per sette stagioni consecutive durante le quali ottiene al termine del campionato 2013-14 la promozione in Superlega e partecipa nella stagione 2018-19 alla Challenge Cup. Nell'annata successiva si trasferisce alla You Energy, ancora in Superlega, mentre ritorna in serie cadetta con l'inizio del campionato 2021-22 ingaggiato dal Cuneo.
Nella stagione 2024-25 scende di categoria, firmando per La Bollente di Acqui Terme, in Serie A3.

### Nazionale
Nel 2007 ottiene la convocazione nella nazionale Under-21 in vista delle qualificazioni al campionato mondiale di categoria, mentre l'anno successivo le prime convocazioni nella nazionale maggiore, con la quale nel 2017 conquista l'argento alla Grand Champions Cup.